# Tina Kaiser (Moderatorin)
Tina Kaiser (eigentlich Martina Kaiser; * 26. Oktober 1977 in München) ist eine deutsche Fernseh- und Radiomoderatorin sowie Model.

## Leben und Karriere
Von 1995 bis 1997 war sie freie Mitarbeiterin beim Fürstenfeldbrucker Tagblatt. 1997 bis 2000 absolvierte sie diverse Praktika im Medienbereich und studierte von 1997 bis 2003 neuere deutsche Literatur, Anglistik sowie Arbeits- und Organisationspsychologie an der LMU München. Nach dem Magister-Abschluss war sie von 2001 bis 2003 freie Redakteurin bei RTL München Live und freie Mitarbeiterin bei RTL Explosiv – Das Magazin.
Von Juni 2002 bis Mai 2005 arbeitete sie bei City Info TV als Moderatorin des Kinomagazins Preview, von Dezember 2003 bis Februar 2004 bei der Dating-Show Neue Liebe neues Glück auf 9Live. Ab März 2004 moderierte sie die Sendungen Feierabend, Planet9, Quizzo u. a. und war bis Januar 2006 Moderatorin von RTL München Live. Von Juni 2005 bis Dezember 2010 moderierte sie auch die von 9Live produzierte Call-in-Sendung Night-Loft auf Pro7. Im Herbst 2010 moderierte sie auf RTL München Live und München TV die 10-teilige Promisendung Wiesn Persönlich – Promis auf dem Oktoberfest.
Zudem arbeitet sie als Model für diverse Kataloge und Kampagnen und moderiert Messen, Events und Firmenveranstaltungen. Außerdem war sie als Nebendarstellerin in Unter Verdacht 2 (ZDF) und Heiraten macht mich nervös (ARD) zu sehen. Seit 2011 arbeitet sie als Radiomoderatorin für den Münchner Privatsender Gong 96,3.

### Privates
Sie ist mit dem Produzenten Max Wiedemann liiert (Das Leben der Anderen).